# Toyor al-Janah
Toyor al-Janah (arabisch طيور الجنة, DMG Ṭuyūr al-Ǧanna, wörtlich: Paradiesvögel) ist ein arabischsprachiger, im Jahr 2008 gegründeter jordanischer Satelliten-Fernsehsender, dessen Programm auf eine kindliche Zielgruppe ausgerichtet ist.

## Geschichte und Inhalt
1994 gründete der palästinensische Jordanier Khaled Maqdad den Kinderchor Toyor al-Janah, der zu großem Erfolg kam. 2008 gründete Maqdad den gleichnamigen Fernsehsender. Die Zentrale sitzt in Amman, der Hauptstadt von Jordanien, gesendet wird aus Bahrain. Der Sender zeigt in erster Linie Musikvideos für Kinder. Neben dem Fernsehprogramm ist Toyor al-Janah TV auch im Internet auf verschiedenen sozialen Medien und Videoplattformen aktiv, darunter auf YouTube mit über 30 Millionen Abonnenten. Zahlreiche Videos erreichen hunderte Millionen Aufrufe, das Musikvideo ماما جابت بيبي - جنى مقداد | طيور الجنة verzeichnet über eine Milliarde Aufrufe. Neben dem arabischen Programm gibt es überdies einen englischen YouTube-Kanal.

## Kontroversen
Im Jahr 2010 veröffentlichte Toyor al-Janah das Musikvideo Wenn wir als Märtyrer sterben (لما نستشهد بنروح الجنة), mit der damals zehnjährigen Dima Bashar und ihrem älteren Bruder Muhammad Bashar als Hauptsängern. Im Text wurde der Nahostkonflikt aus Sicht der Palästinenser thematisiert – sowohl die Sänger als auch der Sendergründer sind Palästinenser –, wobei die Kinder unter anderem „Wenn wir den Märtyrertod erleiden, kommen wir in den Himmel“ und „Es gibt keine Kindheit ohne Palästina“ sangen sowie in einem Bittgebet sangen: „Oh Gott, gewähre dem Islam und den Muslimen den Sieg. Oh Gott, hilf den Kindern Palästinas.“ Dabei wurden gleichsam Kampfszenen mit als israelische Soldaten verkleideten Kindern dargestellt, die am Ende erschossen werden, nachdem sie zuvor palästinensische Kinder erschossen haben.
Das Lied wurde millionenfach gesehen und sorgte sowohl in Israel als auch in der arabischen Welt für Schlagzeilen. Die saudische Journalistin Fawzia Nasir al-Na'im kritisierte das Video scharf und sprach von einer Indoktrination von Kindern. Das Video ist auf dem YouTube-Kanal von Toyor al-Janah nicht mehr zu finden, doch existieren Kopien auf YouTube. Wenige Monate später trat Toyor al-Janah bei einem dreitägigen Besuch im Gazastreifen auf.